# Achille (1803)
L'Achille fu un vascello di linea francese da 74 cannoni che prestò servizio nella marina francese dal 1804 al 1805

## Storia

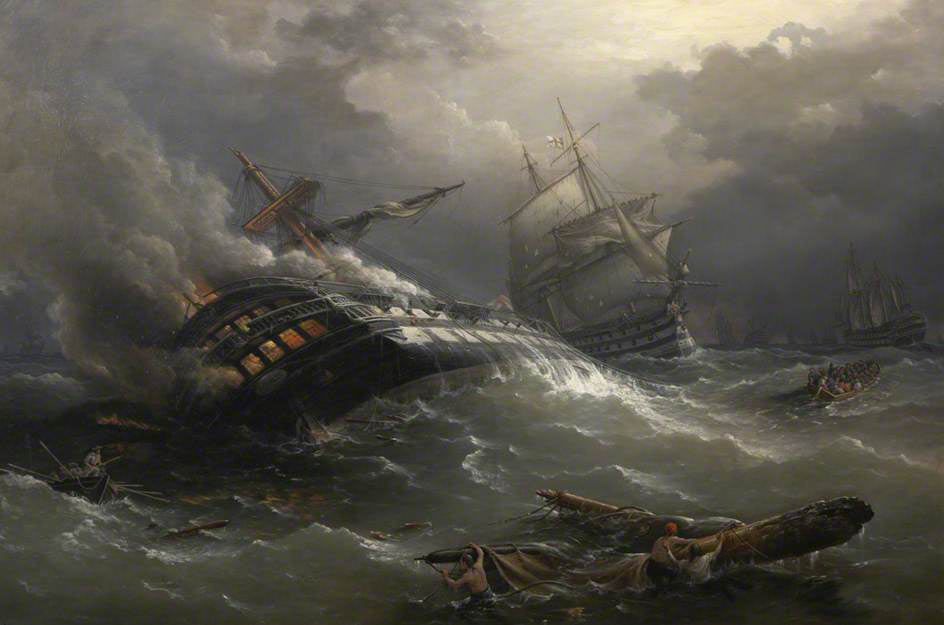
Il vascello Achille in preda a un incontrollabile incendio poco prima di esplodere.

Il vascello da 74 cannoni Achille, appartenente alla  Classe Téméraire, fu assegnata con un contratto del 4 agosto 1802 alla Société des frères Crucy di Nantes dallo Stato francese. Il contratto riguardava tre vascelli da 74 cannoni appartenenti alla Classe Téméraire, Achille, Ajax e Le Triomphant da costruirsi presso l'Arsenale di Rochefort.
Il vascello Achille venne impostato a Rochefort su piani redatti dal costruttore Jacques Noël Sané nel 1803, e l'unità fu varata il 17 novembre 1804, ed entrò in servizio nella Marine nationale in quello stesso anno. Nel 1805, al comando del capitano di vascello Louis Gabriel Deniéport salpò insieme allo Algésiras su cui alzava la sua insegna il contrammiraglio Charles René Magon de Médine, per raggiungere le Indie occidentali dove si unì alla squadra navale del viceammiraglio Pierre Charles Silvestre de Villeneuve. Arrivato sull'isola della Martinica insieme al resto dalla flotta franco-spagnola sbarcò un contingente di soldati francesi per conquistare le posizioni britanniche nei Caraibi. L'ammiraglio de Villeneuve stava aspettando di essere raggiunto dalla squadra navale condotta dal viceammiraglio Honoré-Joseph-Antoine Ganteaume, forte di 21 vascelli e sei fregate, proveniente da Brest. Quello che de Villeneuve non sapeva era che Ganteaume non era mai salpato, bloccato dagli inglesi nel porto di Brest, sulla costa atlantica francese. La flotta franco-spagnola fu impegnata in alcune missioni belliche nella regione, catturando delle piccole navi britanniche. Ben presto arrivò la notizia che il viceammiraglio Horatio Nelson era giunto alle Barbados in cerca della squadra franco-spagnola, e de Villeneuve decise di ritornare in Europa, riprendendo il mare l'11 giugno.
Durante la navigazione di rientro, la squadra franco-spagnola, forte di 20 vascelli di linea, incontrò una squadra navale britannica, al comando del viceammiraglio Robert Calder, forte di 15 navi di linea al largo di capo Finisterre. Al termine del combattimento gli inglesi catturarono due navi spagnole. In seguito la flotta combinata arrivò a Finisterre proseguendo poi per Cadice, dove entrò il 17 agosto.
La flotta al comando di de Villeneuve prese il mare il 19 ottobre,  e l'Achille, al comando di Deniéport, si trovava in posizione di avanguardia e fu la prima nave francese ad avvistare la flotta britannica alle 18:00. Dopo una manovra rischiosa, l'intera flotta combinata virò, presentando una disordinata linea di fila in cui si infilarono le navi britanniche. Spinto da una leggera brezza da poppa l'Achille impegnò combattimento nel primo pomeriggio per cercare di chiudere una breccia nella linea franco-spagnola mentre il vascello San Ildefonso, completamente privo di sovrastrutture, senza comandate e rimasto con pochissimi uomini validi si arrendeva alla nave britannica Defence. L'Achille spiegò le vele compensare la leggera brezza venendo preso tra due fuochi, colpito a babordo dal Defiance e a tribordo dal potente vascello a tre ponti da 98 cannoni Dreadnought che dominava l'Achille con la sua imponente mole. In questo momento l'Achille, cannoneggiato da tutte le parti, perse tutto il suo sartiame conservando solo i suoi alberi inferiori.
Verso le 13:00 il guardiamarina Arley rimase ucciso. Una mezz'ora più tardi il capitano di fregata Montalembert, secondo a bordo, rimase ucciso al suo posto. Alle 14:30 il comandante Deniéport fu ucciso, ferito da un colpo a mitraglia alla coscia ma si rifiutò di lasciare il suo posto fino a che un secondo colpo lo uccise sul posto. Tutti i tenenti di vascello erano fuori combattimento. Alle 14:45 l'alfiere Jouan rimase ucciso un quarto d'ora dopo, sostituito dal parigrado Cauchard. A quel punto l'acqua penetrava rapidamente all'interno dello scafo ma il vascello sparava ancora e le sue batterie abbatterono l'albero maestro e quello di trinchetto del Dreadnought al grido di vive l'Empereur.
Il Dreadnought fu raggiunto intorno alle 16:00 da un altro vascello a tre ponti da 98 cannoni britannico, il Prince. L'Achille resisteva ancora, investito dal fuoco del Prince al babordo, del Dreadnought a tribordo e dello Swiftsure a poppa, ma alle 16:15 scoppiò un incendio in cima al suo albero di trinchetto; minato dalle palle di cannone britanniche, esso cadde proprio al centro della nave e diede fuoco alle scialuppe. Le murate del vascello erano talmente distrutte che le pareti che separavano i boccaporti dalla batteria d'artiglieria superiore erano scomparse.
La successiva bordata britannica abbatté l'albero maestro già in fiamme, avvolgendo la nave in un grande incendio. Sapendo che il destino del suo avversario era segnato, Richard Grindall, capitano del Prince smise di sparare e diede ordine di allontanarsi dall'Achille, imitato dagli altri vascello inglesi, prima di mettere le scialuppe in acqua per salvare i marinai francesi. L'equipaggio tentò allora di abbandonare la nave ma ciò si rivelò pericoloso poiché i cannoni abbandonati ma carichi, vennero fatti esplodere dal caldo intenso che ora infuriava sottocoperta. 158 marinai francesi furono tratti in salvo.
Quando gli incendi raggiunsero la Santa Barbara la nave esplose in modo spettacolare alle 17:45, portando con sé 480 membri dell'equipaggio, affondando rapidamente con la bandiera di combattimento al vento.

### Fonti
1. 1 2 3 4  Three Decks.
2. 1 2  Donolo 2012, p. 230.
3. 1 2  Donolo 2012, p. 228.
4. 1 2  Guérin 1858, p. 387.
5. 1 2  Donolo 2012, p. 231.
6. ↑  Donolo 2012, p. 232.
7. ↑  Donolo 2012, p. 235.
8. ↑  Honorin 1972, p. 213.
9. 1 2 3 4 5 6 7 8 9 10 11 12 13  Honorin 1972, p. 224.
10. 1 2  Guérin 1858, p. 433.
11. ↑  Guérin 1858, p. 434.